# Света Петка (Долна Будрига)
Вижте пояснителната страница за други значения на Света Петка.
„Света Петка“ (на сръбски: Црква Свете Петке) е средновековна православна църква в село Долна Будрига, Косово, посветена на света Петка Българска. Църквата е в състава на Рашко-Призренската епархия на Сръбската православна църква.
Църквата е силно повредена по време на бомбардировките от НАТО през 1999 г. и земетресението през 2001 г. Възстановена е благодарение на дарения, основно на сърби от Цюрих (Швейцария).
При вълна от размирици от албанците през 2013 г. църквата е разграбена.